# 対不安定型超新星

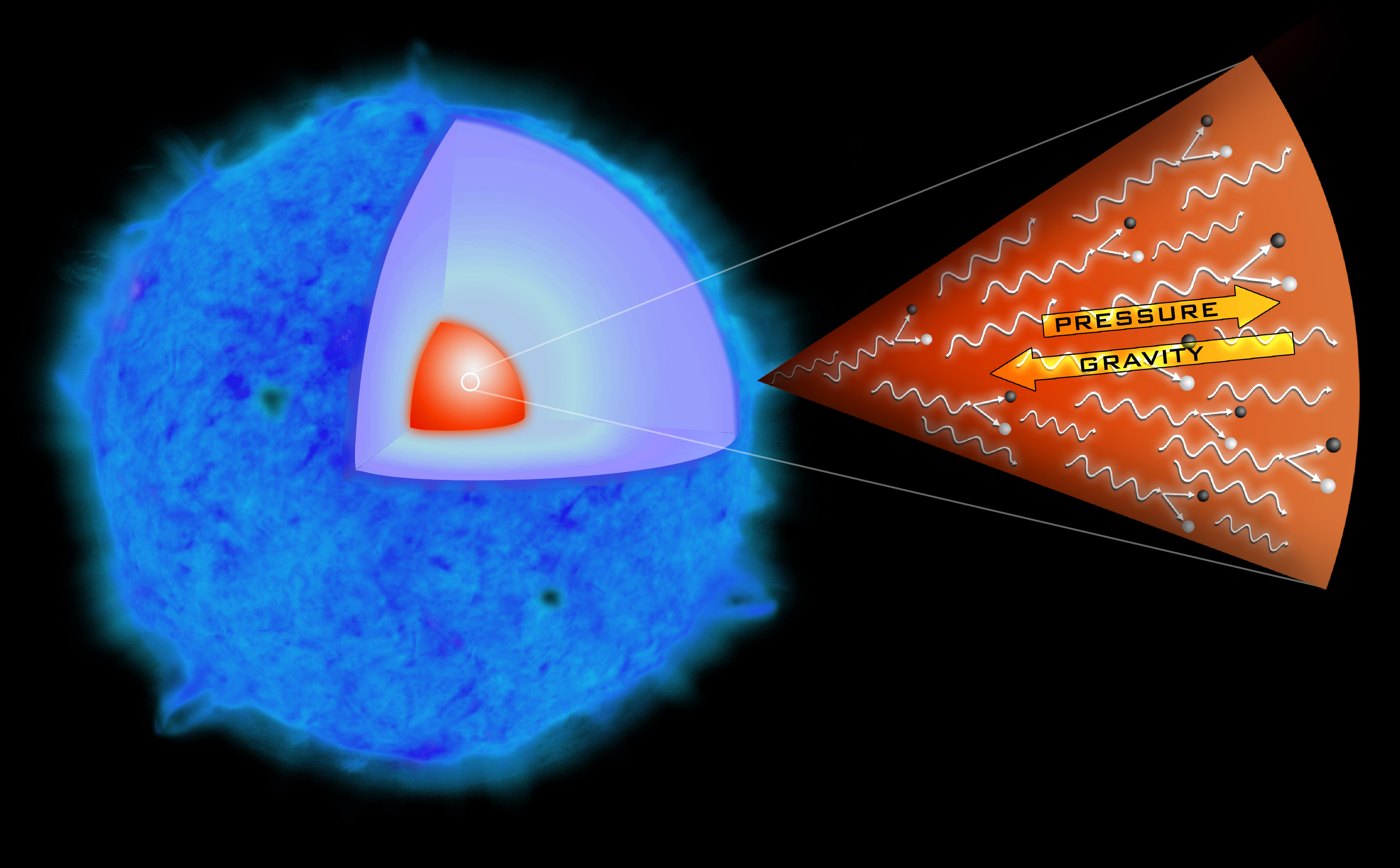
対不安定型超新星のプロセスの説明図。

対不安定型超新星（ついふあんていがたちょうしんせい）（電子対生成型超新星、pair-instability supernova、pair-creation supernova）とは、太陽の130倍以上250倍以内の質量を持つ恒星で発生すると考えられている超新星爆発の1つである。この爆発は非常に大規模であり、通常の超新星爆発の10倍以上のエネルギーを放出する。

## プロセス
対不安定型超新星は、爆発に至るまでに以下のようなプロセスが恒星の中心核で発生すると考えられている。

### 発生前まで
極めて大きな質量を持つ恒星の内部では、内部の核融合反応で発生したガンマ線による放射圧が、自身の重力によって恒星が縮もうとするのに対抗している。しかし、核融合の元となる元素が枯渇し、ガンマ線の放射が少なくなると、恒星の外層は内部へと縮んでいく。

### ガンマ線の生成

ガンマ線(γ)から電子(e^{-})と陽電子(e^{+})のペアが対生成する様子のファインマン・ダイアグラム。

ガンマ線は恒星内部の核融合反応によって生じるが、内部の温度が高ければ高いほど、ガンマ線のエネルギーがより高くなる。これは、黒体放射の電磁波のエネルギーピークの波長はウィーンの変位則により反比例関係で減少するのに対し、電磁波のエネルギーそのものはシュテファン＝ボルツマンの法則により温度の4乗で急激に増加するためである。

### ガンマ線の吸収
ガンマ線光子は移動するに従い、光電効果、コンプトン効果、対生成の3つの反応で消滅する。恒星内部のガンマ線光子は極めてエネルギーが高いため、光電効果とコンプトン効果は弱く、光子吸収のほとんどが対生成になる。

### 対生成
原子核にガンマ線が衝突すると、電子と陽電子のペアが対生成をする。ガンマ線光子のエネルギーが極めて高いため、その反応断面積は大きく発生頻度も高い。このとき、アインシュタインの方程式E=mc2により、ガンマ線のエネルギーは、生じた電子と陽電子の質量エネルギーよりも大きくなくてはならない。
対生成で生じた電子と陽電子は、速やかに反応して対消滅する。このため、対生成に消費された光子は、対消滅によって再び生じ、ランダムな方向に再び進む。

### 対不安定
先述のとおりガンマ線は恒星内部の高温により生じるが、ガンマ線のエネルギーが高いため、ガンマ線は頻繁に原子核と衝突し対生成反応を起こす。すると、ガンマ線の移動距離が減少し、恒星内部の温度は上昇する。温度が上昇すればガンマ線のエネルギーは増大し、ますますエネルギーが高まるというフィードバックが働くことになる。

## 爆発

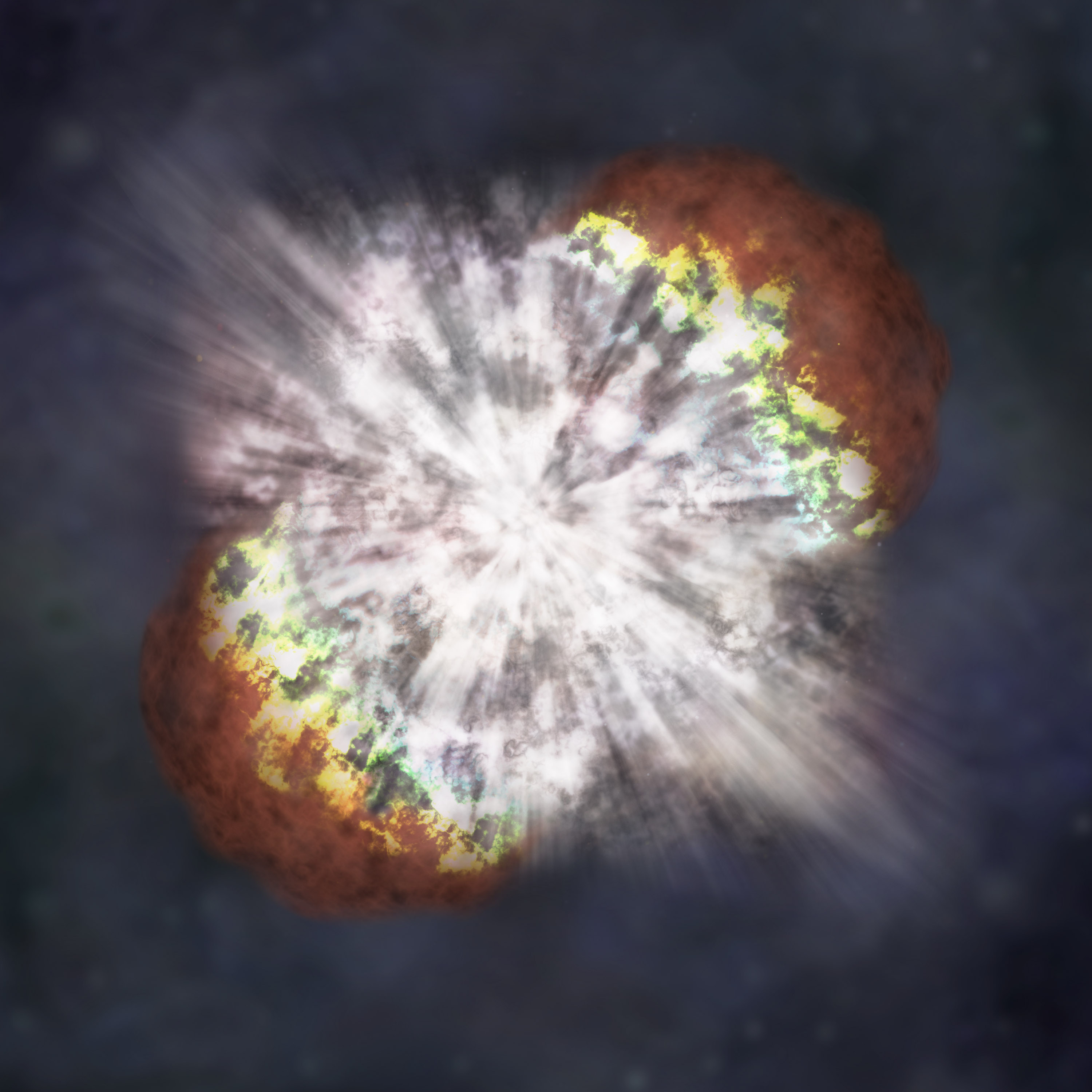
対不安定型超新星の爆発時の想像図。

上記のような物理的プロセスが恒星内部で発生した後の運命は、恒星の質量によって変わってくる。

### 100から130太陽質量
太陽の100倍から130倍の質量の恒星の場合、このプロセスによって恒星全体を吹き飛ばすほどのエネルギーを溜め込む事はできないと考えられている。このため、爆発によって全体を吹き飛ばすことは出来ないが、部分的に恒星を破壊し、エネルギーを放出した後は再び平衡状態に戻るようなプロセスが発生すると考えられている。1843年に発生したりゅうこつ座η星の急激な増光は、この爆発によるものかもしれない。ただし、別のプロセスである擬似的超新星の可能性もある。この爆発は、恒星が通常の超新星爆発を起こす質量になるほど軽くなるまで続くと考えられている。
なお、太陽の100倍以下の質量を持つ恒星では、このようなガンマ線の発生による崩壊プロセスは発生しないと考えられている。

### 130から250太陽質量
太陽の130倍から250倍の質量の恒星の場合は、真に対不安定型超新星爆発によって星全体が崩壊すると考えられている。温度の増大によって上記のプロセスは暴走し、たった数秒で核融合が急激に進む。対不安定型超新星によって消滅した恒星は、後にブラックホールのようなコンパクト星を残さないと考えられている。
超新星元素合成によって、中心核の元素の大部分が56Niに変化すると考えられている。56Niは約6.1日の半減期で56Coになるが、56Coは更に約77.2日の半減期で安定同位体である56Feへと変化する。極超新星SN 2006gyは、太陽の40倍もの質量がある中心核のほとんどが56Niに変化したと考えられている。
なお、太陽の250倍以上の質量を持つ恒星では、光崩壊という全く別のプロセスによって爆発に至ると考えられている。

## 恒星の条件
上記の通り、恒星の質量が太陽の130倍から250倍の時に対不安定型超新星が発生すると考えられているが、そのほかに自転速度が遅く、金属量が少ない恒星であることも対不安定型超新星が発生する条件であると考えられている。これはガンマ線がエネルギーを蓄える前に過剰に吸収されてしまうからである。また、金属量が多い恒星はエディントン限界に対して恐らく不安定であると考えられている。

## 性質
対不安定型超新星の光度は、Ia型超新星爆発よりも明るい1039W以上のピークを持つ。ただし、II型超新星と同等かそれ以下の1037Wの時もある。
対不安定型超新星のスペクトルは恒星の性質によって異なるが、Ib型かC型の超新星として観測されることが多い。しかし、対不安定型超新星の光度曲線は、通常の超新星爆発とは全く似ていない。光度曲線は爆発の数ヵ月後にピークを持つが、これは対不安定型超新星によって生じた56Niの崩壊によるものである。

## 対不安定型超新星の候補
- SN 2006gy[4][8]
- SN 2007bi[8]
- SN 1000+0216[9]

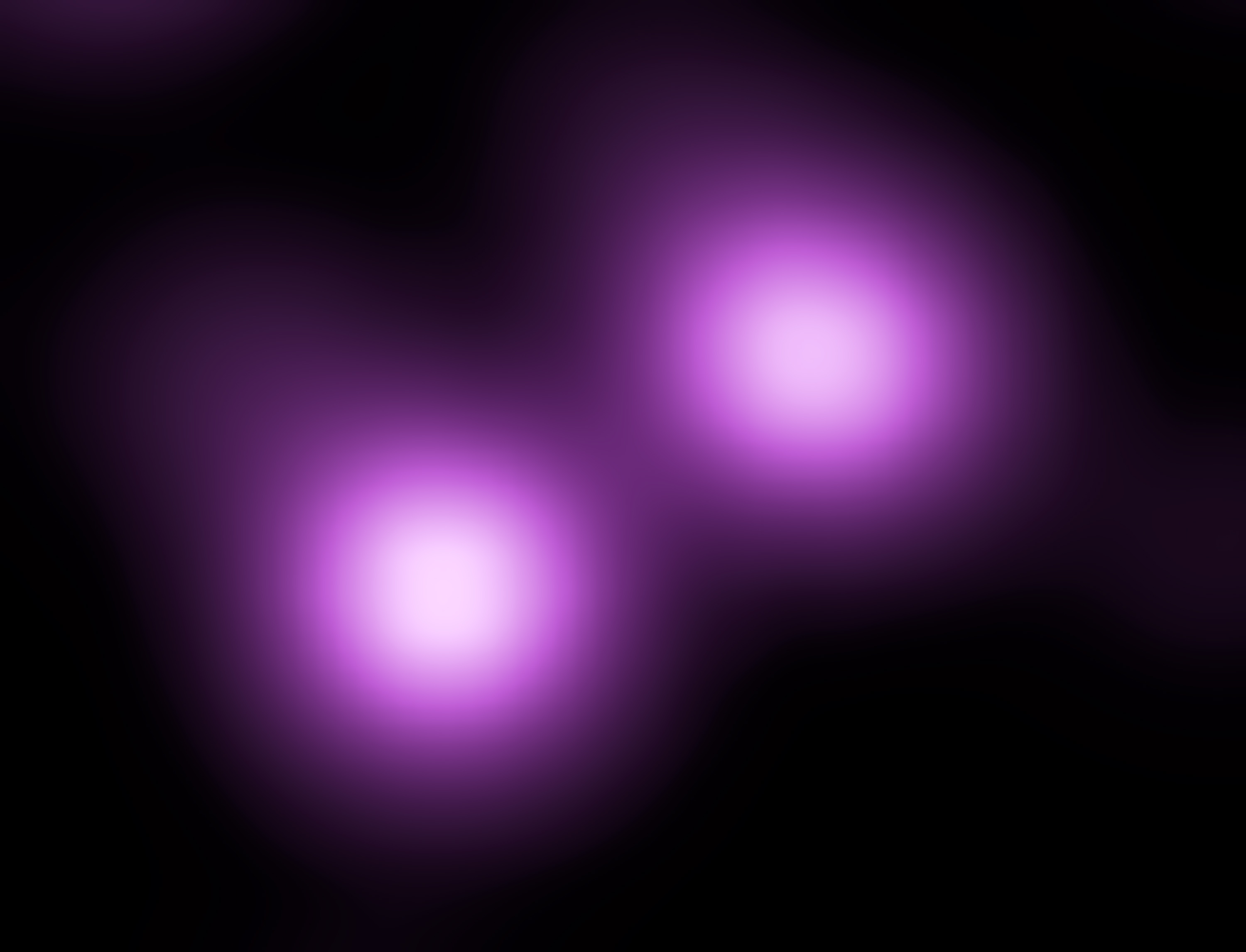
SN 2006gyのX線画像。右上がSN 2006gy、左下が銀河NGC 1260の核であり、銀河核に匹敵するほど明るいことが分かる。

- SN 2213-1745[9]
- SCP 06F6[10]